# Пич, Пауль
Па́уль Пич (нем. Paul Pietsch; 20 июня 1911 года, Фрайбург — 31 мая 2012 года, Титизе-Нойштадт) — германский автогонщик и книгоиздатель. Основатель известного германского автомобильного журнала Auto Motor und Sport. Первый из гонщиков Формулы-1, достигший столетнего возраста.

## Биография
Пауль родился в 1911 году в швабском городе Фрайбурге, в семье состоятельного пивовара. Ещё в юности почувствовал интерес к автоспорту, начал бывать на гонках, а потом и сам сел за руль гоночной автомобиля, причем это был Bugatti Type 35B.
Дебютировав на собственной Bugatti, через несколько лет он стал гонщиком заводской команды Auto Union и в 1935 году занял 3-е место в Гран При Италии. Затем был опыт выступления за команду Maserati и ещё один подиум: 3-е место в Гран При Германии предвоенного 1939 года.
После Второй мировой Пич провел три сезона в Формуле-1 — с 1950-го по 1952-й год, но не слишком успешно: очков заработать Пауль не смог и завершил карьеру гонщика. Но в это время он уже был успешным книгоиздателем: основанные им компании Motor Preße Stuttgart и Paul Pietsch Verlage сегодня известны на весь мир. Достаточно сказать, что именно Пич был основателем столь авторитетного журнала, как Auto Motor und Sport. На момент смерти оставался последним живым участником довоенных гонок гран-при.

## Результаты выступлений

### Чемпионат Европы
| Легенда к таблице |                                                                    |
| --- | ------------------------------------------------------------------ |
| В таблице перечислены результаты всех Гран-при Формулы-1, в которых принимал участие гонщик. Строками таблицы являются сезоны, столбцами — этапы чемпионата мира. В каждой клетке указаны сокращённое название этапа и результат, дополнительно обозначенный цветом. Расшифровка обозначений и цветов представлена в нижеследующей таблице. |                                                                    |
| \| Пример \| Описание \| \| ------------ \| ------------------------------------------------------------------ \| \| 1 \| Победитель \| \| 2 \| Второе место \| \| 3 \| Третье место \| \| 5 \| Финишировал, заработав очки \| \| Сход \| Не финишировал, но при этом заработал очки \| \| 12 \| Финишировал, не получив очков \| \| НКЛ \| Финишировал, но не попал в финальную классификацию \| \| 15 \| Участвовал вне зачёта, либо по отдельной классификации \| \| 18 \| Не финишировал, но попал в финальную классификацию \| \| Сход \| Не финишировал \| \| НКВ \| Не прошёл квалификацию \| \| НПКВ \| Не прошёл предквалификацию \| \| ДСК \| Дисквалифицирован \| \| ИСК \| Исключён из протокола соревнований \| \| ТТ \| Заявлен для участия только в тренировках \| \| НС \| Участвовал в квалификации, но не стартовал в гонке \| \| Т \| Травмирован или болен \| \| ОТК \| Отказ от участия \| \| НТР \| Прибыл на соревнования, но на трассу не выезжал \| \| НПР \| Был заявлен в числе участников, но не прибыл к началу соревнований \| \| О \| Соревнования отменены \| \| \| Не участвовал \| \| Поул-позиция \| \| \| Быстрый круг \| \| |                                                                    |
| Пример | Описание                                                           |
| 1 | Победитель                                                         |
| 2 | Второе место                                                       |
| 3 | Третье место                                                       |
| 5 | Финишировал, заработав очки                                        |
| Сход | Не финишировал, но при этом заработал очки                         |
| 12 | Финишировал, не получив очков                                      |
| НКЛ | Финишировал, но не попал в финальную классификацию                 |
| 15 | Участвовал вне зачёта, либо по отдельной классификации             |
| 18 | Не финишировал, но попал в финальную классификацию                 |
| Сход | Не финишировал                                                     |
| НКВ | Не прошёл квалификацию                                             |
| НПКВ | Не прошёл предквалификацию                                         |
| ДСК | Дисквалифицирован                                                  |
| ИСК | Исключён из протокола соревнований                                 |
| ТТ | Заявлен для участия только в тренировках                           |
| НС | Участвовал в квалификации, но не стартовал в гонке                 |
| Т | Травмирован или болен                                              |
| ОТК | Отказ от участия                                                   |
| НТР | Прибыл на соревнования, но на трассу не выезжал                    |
| НПР | Был заявлен в числе участников, но не прибыл к началу соревнований |
| О | Соревнования отменены                                              |
| | Не участвовал                                                      |
| Поул-позиция |                                                                    |
| Быстрый круг |                                                                    |

| Год  | Команда            | Шасси      | 1   | 2        | 3        | 4        | 5   | Место | Очки |
| ---- | ------------------ | ---------- | --- | -------- | -------- | -------- | --- | ----- | ---- |
| 1932 | Pilesi Racing Team | Bugatti    | ИТА | ФРА      | ГЕР Сход |          |     | 22    | 23   |
| 1935 | Auto Union         | Auto Union | БЕЛ | ГЕР 9    | ШВА      | ИТА 3    | ИСП | 11    | 31   |
| 1937 | Paul Pietsch       | Maserati   | БЕЛ | ГЕР Сход | МОН      | ГЕР 10   | ИТА | 17    | 35   |
| 1938 | Paul Pietsch       | Maserati   | ФРА | ГЕР 6    | ШВА      | ИТА      |     | 14    | 28   |
| 1939 | Maserati Corse     | Maserati   | БЕЛ | ФРА      | ГЕР 3    |          |     | 14    | 26   |
| 1939 | Paul Pietsch       | Maserati   |     |          |          | ШВА Сход |     | 14    | 26   |

### Чемпионат мира
| Легенда к таблице |                                                                    |
| --- | ------------------------------------------------------------------ |
| В таблице перечислены результаты всех Гран-при Формулы-1, в которых принимал участие гонщик. Строками таблицы являются сезоны, столбцами — этапы чемпионата мира. В каждой клетке указаны сокращённое название этапа и результат, дополнительно обозначенный цветом. Расшифровка обозначений и цветов представлена в нижеследующей таблице. |                                                                    |
| \| Пример \| Описание \| \| ------------ \| ------------------------------------------------------------------ \| \| 1 \| Победитель \| \| 2 \| Второе место \| \| 3 \| Третье место \| \| 5 \| Финишировал, заработав очки \| \| Сход \| Не финишировал, но при этом заработал очки \| \| 12 \| Финишировал, не получив очков \| \| НКЛ \| Финишировал, но не попал в финальную классификацию \| \| 15 \| Участвовал вне зачёта, либо по отдельной классификации \| \| 18 \| Не финишировал, но попал в финальную классификацию \| \| Сход \| Не финишировал \| \| НКВ \| Не прошёл квалификацию \| \| НПКВ \| Не прошёл предквалификацию \| \| ДСК \| Дисквалифицирован \| \| ИСК \| Исключён из протокола соревнований \| \| ТТ \| Заявлен для участия только в тренировках \| \| НС \| Участвовал в квалификации, но не стартовал в гонке \| \| Т \| Травмирован или болен \| \| ОТК \| Отказ от участия \| \| НТР \| Прибыл на соревнования, но на трассу не выезжал \| \| НПР \| Был заявлен в числе участников, но не прибыл к началу соревнований \| \| О \| Соревнования отменены \| \| \| Не участвовал \| \| Поул-позиция \| \| \| Быстрый круг \| \| |                                                                    |
| Пример | Описание                                                           |
| 1 | Победитель                                                         |
| 2 | Второе место                                                       |
| 3 | Третье место                                                       |
| 5 | Финишировал, заработав очки                                        |
| Сход | Не финишировал, но при этом заработал очки                         |
| 12 | Финишировал, не получив очков                                      |
| НКЛ | Финишировал, но не попал в финальную классификацию                 |
| 15 | Участвовал вне зачёта, либо по отдельной классификации             |
| 18 | Не финишировал, но попал в финальную классификацию                 |
| Сход | Не финишировал                                                     |
| НКВ | Не прошёл квалификацию                                             |
| НПКВ | Не прошёл предквалификацию                                         |
| ДСК | Дисквалифицирован                                                  |
| ИСК | Исключён из протокола соревнований                                 |
| ТТ | Заявлен для участия только в тренировках                           |
| НС | Участвовал в квалификации, но не стартовал в гонке                 |
| Т | Травмирован или болен                                              |
| ОТК | Отказ от участия                                                   |
| НТР | Прибыл на соревнования, но на трассу не выезжал                    |
| НПР | Был заявлен в числе участников, но не прибыл к началу соревнований |
| О | Соревнования отменены                                              |
| | Не участвовал                                                      |
| Поул-позиция |                                                                    |
| Быстрый круг |                                                                    |

| Год  | Команда            | Шасси            | Двигатель     | 1   | 2   | 3   | 4   | 5   | 6        | 7        | 8   | Место | Очки |
| ---- | ------------------ | ---------------- | ------------- | --- | --- | --- | --- | --- | -------- | -------- | --- | ----- | ---- |
| 1950 | Paul Pietsch       | Maserati 4CLT/48 | Maserati L4   | ВЕЛ | МОН | 500 | ШВА | БЕЛ | ФРА      | ИТА Сход |     | —     | 0    |
| 1951 | Alfa Romeo SpA     | Alfa Romeo 159   | Alfa Romeo L8 | ШВА | 500 | БЕЛ | ФРА | ВЕЛ | ГЕР Сход | ИТА      | ИСП | —     | 0    |
| 1952 | Motor-Preße-Verlag | Veritas Meteor   | Veritas L6    | ШВА | 500 | БЕЛ | ФРА | ВЕЛ | ГЕР Сход | НИД      | ИТА | —     | 0    |